# Tricorynus tabaci
Tricorynus tabaci är en skalbaggsart som först beskrevs av Guérin-Méneville 1850.  Tricorynus tabaci ingår i släktet Tricorynus och familjen trägnagare. Inga underarter finns listade i Catalogue of Life.